# 战神：奥林匹斯之链
《战神：奥林匹斯之链》是由Ready at Dawn开发的一款适用PlayStation Portable平台的动作冒险游戏。该游戏是《战神》的前传，同样以希腊神话为素材，游戏中的主角是奎托斯。该游戏是《战神》系列的一部分，以复仇为主题。该游戏中奎托斯反抗冥後佩兒西鳳（她与梦神墨菲斯和泰坦阿特拉斯勾結）以阻止她毁灭奥林匹斯山和整个世界。该游戏发行于2008年3月，是战神系列的第三部作品，也是Ready at Dawn开发的第二款PSP游戏。。新力電腦娛樂於2011年9月13日推出重製《战神：奥林匹斯之链》與《戰神：斯巴達的亡魂》的《戰神：起源典藏版》，並針對PS3硬體加以強化移植，解析度提升為720p，也支援PS3獎盃系統。按情节来看是《战神》系列第二作。

## 游戏系统
《奥林匹斯之链》与同系列的其他作品类似，包含了QTE、解谜、Boss战等内容。
奎托斯的装备包括招牌武器“混沌劍”和新加入的太阳護盾、宙斯護手。新的法术包括化身為火魔伊芙利特的“恶魔地狱”，以及太阳護盾魔法“拂晓光明”和“卡戎的憤怒”。“蛇发女妖之眼”和“凤凰羽毛”可分别用来提升健康度和魔法值。
除了小兵、鹰身女妖、蛇发女妖、独眼巨人这些普通敌人外，游戏中还有一些Boss，包括波斯之王薛西斯、蝠翼巨兽、冥河擺渡人卡戎、冥後佩兒西鳳。

## 游戏剧情
在奎托斯为诸神效劳的十年中，他被派往阿提卡城以帮助抵御波斯人的入侵。在杀掉他们的国王薛西斯、大量士兵以及他们豢养的蝠翼巨兽后，奎托斯发现太阳从天上陨落，整个世界陷入黑暗。奎托斯在马拉松城杀出一条血路，看到夢神墨菲斯的黑雾降临大地。
前往太陽神庙后，智慧女神雅典娜要他去找太阳神赫利俄斯。墨菲斯利用赫利俄斯的缺席，令其他神陷入沉睡。如果奎托斯能够从绑架赫利俄斯的阿特拉斯那里救下太阳神，便能驱散自己的梦魇。奎托斯便去寻找原始之火，它能唤醒赫利俄斯的火种，克雷多斯駕着太陽神的戰車飛往冥界，并在斯堤克斯河与黄泉擺渡人卡戎二度遭遇。虽然卡戎一开始殺死了奎托斯并将其贬入地狱，但奎托斯在地獄拿了宙斯護手，並回来杀掉了卡戎。
在找到冥後佩兒西鳳的神庙后，奎托斯面临抉择：是放弃神力与女儿卡利俄珀在一起，还是继续他的任务。奎托斯放弃了武器和神力，但发现佩兒西鳳正为为宙斯所出卖而痛苦，并被迫与其丈夫冥神哈帝斯一起留在地下。奎托斯成为凡人后，佩兒西鳳的盟友——被释放的泰坦阿特拉斯，正试图利用被绑架的太阳神的力量来摧毁支撑世界的柱子，同时毁灭奥林匹斯。奎托斯被迫永远放弃女儿，恢复了自己的神力，逼迫阿特拉斯去站在支柱那里，用他的肩来支撑世界。奎托斯在最后一戰中杀死了佩兒西鳳，佩兒西鳳死前詛咒他，说他的苦难永远不会结束。离开之前，阿特拉斯警告他说他最终会为帮助众神而后悔。
奎托斯驾着太阳神的战车飞往天际，由于体力不济而坠落，后被雅典娜和已重回奥林匹斯的赫利俄斯所救，但身上所有裝備武器也被他們奪走。

## 游戏开发
2007年初，Ready At Dawn将为《战神》系列开发一个PSP版本系列游戏的想法提交给了SCEA的Santa Monica工作室。5月13日《战神2》发行，游戏监制Cory Barlog确认了一个战神系列的PSP游戏正在开发中。“它讲述了一个属于自己的故事，与同系列的剧情向联系。《战神》、《战神2》和将来的《战神3》将是一个三部曲。而PSP版将是对三部曲的补充。”
2007年4月25日，第一个预告片释出，同时公布一个UMD试玩版将发布。该预告片展示了一小段奎托斯在阿提卡时的动画，同时伴有女配音演员琳达·亨特的旁白。
《战神：奥林匹斯之链》使用专用的Ready at Dawn引擎。虚拟摄影系统得到了改进，以使该游戏具有电影感的画面。打光系统也重新打造，以呈现更逼真的图像。该游戏的耗电量比以往有了显著增大，因为操作它需要更快的时钟频率。
游戏完成后，监制Ru Weerasuriya称由于时间所限，多人选项、更多的谜题、角色和对话已被删除。

## 评价
| 汇总媒体     | 得分   |
| ------------ | ------ |
| GameRankings | 91.10% |
| Metacritic   | 91/100 |

| 媒体    | 得分   |
| ------- | ------ |
| 1UP.com | A      |
| GamePro | 4.75/5 |
| IGN     | 9.4/10 |
| X-Play  | 5/5    |

《战神：奥林匹斯之链》在Metacritic和GameRankings上的综合得分均超过了《音乐方块》，成为评价最高的PSP游戏。该游戏在GameRankings上得到了91.10%的平均分，评价者有81人，而在Metacritic上的得分为91（满分100），评价者74人。
GamePro （4.75/5）称赞该游戏“梦幻般的”画质和“紧张、灵敏”的控制。不过，也批评该游戏敌人种类的贫乏，而且“你必须拖着工具箱到处解决周围的难题”，但还是断定“《奥林匹斯之链》依然是最佳PSP游戏”。
IGN（9.4/10）举出了该游戏前所未有的画质提升和改进的控制方案。
X-Play （5/5）认为该游戏已达到完美的级别，而GameFan授予该游戏2008年“最佳PSP游戏”奖。
1UP.com （将其评为A级）称“《奥林匹斯之链》作为《战神》系列的一部分还稍有欠缺，但作为一款PSP游戏是出色的，它在图形表现方面取得了技术成就。”
《游戏机实用技术》打出28/30的高分，对游戏的声画和系统表示称赞，但认为游戏重玩价值不高。